# Neoehrlichioza
Neoehrlichioza – nowo odkryta odmiana erlichiozy, choroba odkleszczowa, wywołana bakterią Candidatus Neoehrlichia mikurensis, pochodzącą z rodziny Anaplasmataceae. Do 2015 roku na świecie zdiagnozowano 23 przypadki zarażenia, w tym w Europie – 16.
Naukowcy z Sahlgrenska Academy udowodnili, że bakteria Candidatus Neoehrlichia mikurensis stanowi zagrożenie szczególnie dla osób chorych, zażywających leki immunosupresyjne. Przebieg choroby może mieć charakter ostry lub przewlekły.
Typowe objawy występujące przy zarażeniu to gorączka, bóle głowy, nudności, bóle stawów, powikłania zakrzepowe lub krwotoczne, wylewy podskórne, wysypka krwotoczna.

## Objawy
Pierwszy przypadek zakażenia bakterią neoerlichiozy został opisany w 2010 roku. Natomiast najdłuższy udokumentowany przewlekły przebieg choroby objawiał się nawracającą przez 8 miesięcy gorączką.

### Najczęstsze objawy występujące u chorych
- utrzymująca się gorączka
- bóle głowy
- nudności
- bóle stawów
- zakrzepy lub powikłania krwotoczne
- wylewy podskórne
- wysypka krwotoczna
- złe samopopczucie
- utrata masy ciała

## Leczenie
Każde ugryzienie przez kleszcza powinno zostać skonsultowane z lekarzem pierwszego kontaktu, zwłaszcza wtedy, kiedy wystąpi któryś w wyżej wymienionych objawów.
Tak jak w przypadku innych chorób odkleszczowych, osobę u której wykryto zarażenie bakterią Candidatus Neoehrlichia mikurensis poddaje się kuracji antybiotykowej.
Najczęściej jest to doksycyklina, stosowana również w zakażeniu Borrelia burgdorferi, Anaplasma phagocytophilum.

## Inne odmiany chorób odkleszczowych
- borelioza
- babeszjoza
- anaplazmoza granulocytarna
- kleszczowe zapalenie mózgu
- tularemia
- gorączka Q